# Lipsire de libertate
Lipsirea de libertate în mod ilegal este o infracțiune în care o persoană este lipsită de posibilitatea de a se deplasa și acționa în conformitate cu propria voință.

## Pedepsele prevăzute de Codul Penal din România
Conform noului cod penal intrat în vigoare în anul 2014, infracțiunea de lipsire de libertate este pedepsită astfel:
Art. 205: Lipsirea de libertate în mod ilegal
(1)Lipsirea de libertate a unei persoane în mod ilegal se pedepsește cu închisoarea de la unu la 7 ani.
(2)Se consideră lipsire de libertate și răpirea unei persoane aflate în imposibilitatea de a-și exprima voința ori de a se apăra.
(3)Dacă fapta este săvârșită:
a)de către o persoană înarmată;
b)asupra unui minor;
c)punând în pericol sănătatea sau viața victimei, pedeapsa este închisoarea cuprinsă între 3 și 10 ani.
(4)Dacă fapta a avut ca urmare moartea victimei, pedeapsa este închisoarea de la 7 la 15 ani și interzicerea exercitării unor drepturi.
(5)Tentativa la infracțiunile prevazute în alin. (1)-(3) se pedepsește.